# Río Stour (Dorset)
El río Stour (del inglés: River Stour), es un río de 97 km de largo, fluye a través de los condados de Wiltshire,  y Dorset, formando una frontera natural entre los condados de Suffolk y Essex, en el sur de Inglaterra, y desemboca en el canal de la Mancha. 
En ocasiones, se le llama Dorset Stour para distinguirlo de otros ríos ingleses que llevan el mismo nombre. La naciente se ubica en Stourhead, en Wiltshire, en donde forma una serie de lagos artificiales dentro de la finca Stourhead, la cual pertenece a la National Trust. Sigue su curso hacia de Dorset a través del Blackmore Vale y de las localidades de  Gillingham y Sturminster Newton, en donde confluye con el río Lydden. En Blandford Forum, el río atraviesa la formación de tiza de los Dorset Downs y desde allí se encamina al sureste hacia los brezales de Dorset suroriental. En Wimborne Minster, confluye con el río Allen, y con el río Avon en su estuario en Christchurch, antes de desembocar en el Canal de la Mancha.
Por kilómetros, el Stour corría paralelo al Somerset and Dorset Joint Railway, ahora en desuso.
Debido a que gran parte de su curso se extiende sobre suelo arcilloso, el nivel del agua varía notablemente. En verano, los niveles bajos hacen del río un hábitat importante y diverso, en el que viven plantas poco comunes. En invierno, a menudo se inunda, razón por la cual se encuentra rodeado de fértiles planicies inundables.
Varias localidades de Dorset deben su nombre a este río: East Stour, West Stour, Stourpaine, Stour Row, Stour Provost, Sturminster Newton y Sturminster Marshall. Sturminster Newton es famoso por su molino hidráulico y puente, en el cual existe aún en la actualidad un antiguo cartel que advertía a potenciales vándalos que provocar daños a dicha estructura era penado con el transporte penal.